# Atto di violenza (film 1979)
Atto di violenza (Act of Violence) è un film per la televisione del 1979 diretto da Paul Wendkos.

## Trama
Una giornalista televisiva Catheriene McSweeney, appena divorziata è stata aggredita e derubata da una banda stradale.

## Produzione
Il film, diretto da Paul Wendkos su una sceneggiatura di Robert L. Collins e un soggetto di James Caughlin, fu prodotto da Emmet G. Lavery Jr. per la Paramount Television tramite la Emmet G. Lavery Jr. Productions e girato a San Francisco.

## Distribuzione
Il film fu trasmesso negli Stati Uniti il 10 novembre 1979 con il titolo Act of Violence sulla rete televisiva CBS. È stato distribuito anche con il titolo The Victim: Anatomy of a Mugging.
Altre distribuzioni:
- in Spagna (Acto de violencia)
- in Finlandia (Väkivallan viidakko)
- in Portogallo (Agressão Brutal)
- in Svezia (I våldets grepp)
- in Germania Ovest (Gewalt)
- in Italia (Atto di violenza)

## Critica
Secondo il Morandini il film è un "finto thriller girato senza impegno" con la Montgomery che tuttavia rivela buone doti interpretative.